# 橙腹果鸠
橙腹果鸠（学名：Ptilinopus iozonus），是鸽形目鸠鸽科的一种鸟类。

## 特征
橙腹果鸠体重约114克，翼长约117.8毫米，嘴峰长约16.1毫米，喙宽度约4.2毫米，喙厚度约4.2毫米，跗蹠长约21.6毫米，尾长约51.8毫米。橙腹果鸠在其分布区内为留鸟，其栖息在半开放的高大的树木组成的森林中，食性为草食性，主要食物来源是水果。

## 亚种
- ：分布于阿鲁群岛。
- ：分布于西巴布亚和新几内亚西北部的低地。
- ：分布于亚彭岛，北新几内亚，马南和邻近岛屿。
- ：分布于新几内亚中部（弗萊河上游地区）。
- ：分布于休恩半岛和弗萊河至新几内亚东南部。[4]